# 男性への性暴力
男性への性暴力（だんせいへのせいぼうりょく）とは、男性に対する強姦を含む性暴力のこと。男性に対する挿入を伴う性暴力は、英語でメイル・レイプと呼ばれる。加害者は男女を区別せず、加害者を女性に限定する場合は逆レイプという。男性の人権擁護を訴えるマスキュリズムの新興により注目され始めた。
加害者が男性で被害者が女性である事件をレイプと呼ぶことが一般的であるため、メイル・レイプの被害者は、自分が被害を受けたとはなかなか思いたがらない。しかし、実際には、男性が性被害を受けた場合にもかなりの精神的ショックを受けることが多い。

## 各国の状況

### 日本
日本では、被害者の性別を問わず不同意性交等罪で処罰される。1907年の刑法制定以降2017年までは、強姦罪の適用対象は女性だけであった。そのため当該の被害は強制わいせつ罪等で対応してきたが、2017年の刑法改正において強姦罪の対象に男性も含めるべきではないかと提案された。改正後は強制性交等罪（第177条）と名称を変更し、被害者の性別を限定しなくなったため、男性が強姦された場合も強制性交等罪に問われる可能性がある。2023年の刑法改正で不同意性交等罪（第177条）と名称が変更された。18歳未満の場合では、監護者性交等罪や児童福祉法、淫行条例などで処罰される事件もある。16歳以下では合意の有無も問われない。また、相手に性病などの伝染病を伝染させる目的で性交や淫らな行為などによって感染させた場合では、暴行によらない傷害が適用される判例もある。
日本では、2004年3月に女性のためのアジア平和国民基金が発表した「高校生の性暴力被害実態調査」があり、883人中13人（1.5%）の男子が「無理矢理セックスをさせられたことがある」と答えている。

### 北アメリカ
アメリカでは、大部分の州で性犯罪の被害者の資格を両性に認めている。米司法統計局の定義では、未遂もレイプに含み、さらに膣性交・肛門性交・口腔性交及び器具を使った挿入と範囲が拡大されている。一方で、男性による男性に対するレイプを「ソドミー（男色行為）」と言い換えることも多い。
FBIのUniform Crime Reportは、男性への強姦に関するデータを公表していない。大学生を対象にした調査によると、男性への強姦は全体の約10%である。性被害者への支援事業を行うアメリカ国内の機関を対象とした1992年の調査では、調査に応じた336の機関のうち、172（51%）が成人後に性被害を受けた累計3,635人の男性との接触を報告した。また、この中で心理的症状の報告があった1,679人のうち、多数に心的外傷後ストレス障害の症状がみられ、777人（46.3%）が希死念慮を示しており、591人（35.2%）に自殺企図歴があった。
カナダでは、貞操観念ではなく性的自由を保護法益とするという観念から、強姦罪という概念を解体し、性的暴行罪という刑罰に置き換えている。

### ヨーロッパ
イギリスでは、1994年の法改正を経て、レイプの被害者として両性ともに法律上認められている。もともと強姦の被害者は女性のみとされていたが、1994年11月の性犯罪法の改正でアナル・レイプが規定された。
ノルウェーでは、2000年の法改正を経て、相手の望まないあらゆる性的行為は強姦として扱われている。

### アフリカ
南アフリカ共和国では、女性のみを強姦の被害者として認めることが法で定められている。これに対し、男女平等の考え方に反すると違憲審査が行われたが、2007年に合憲とされた。南アフリカ共和国#HIV/AIDSの蔓延も参照。

## 加害者の性別

### 男性の加害者
メイル・レイプの被害者も、女性の被害者と全く同じく、しばしば著しい損害や、無力感をこうむることになる。男性は前立腺の圧迫により不本意なオーガズムがあるかも知れないが、身体が自分を裏切り強姦に応じる事はより悲愴感を増す。近年のケースではカトリック教会の性的虐待事件が有名である。
なお、この場合被害者は自分が同性愛者として見られる事を恐怖したり、自分が同性愛者だから被害を受けたと思ったり、これからは同性愛者として生きなくてはならないと思ったり、同性愛者の場合は自分が同性愛者だから被害に遭ってしまったのではと考えたり、一方でセクシュアリティが揺れ自分の性的方向性を確かめたくなったりする事もある。
また、男性から性被害を受けた少年の多くは自分には男性を惹きつける力があるとか、同性愛者であるとか、女っぽいという誤った考えを持つが、性科学者の多くは幼い頃の性体験と性的指向に関係があるという考えを支持していない。

### 女性の加害者

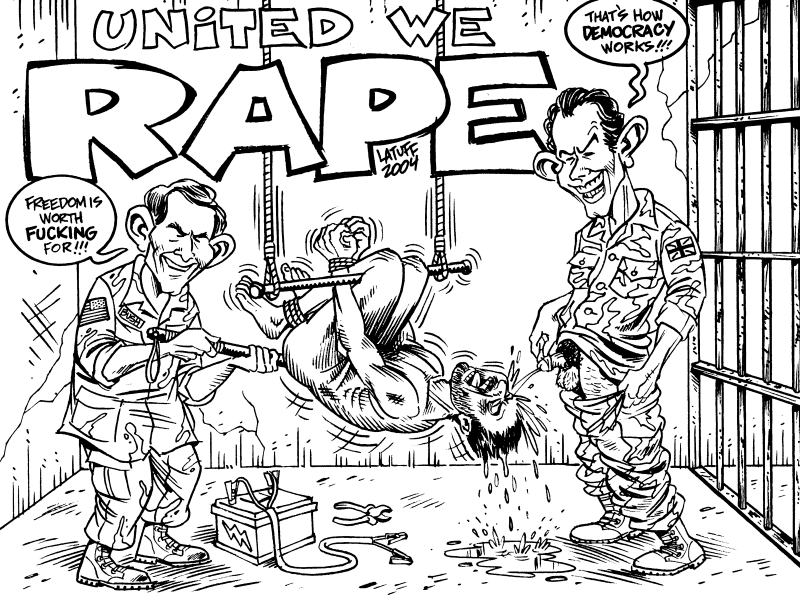
アブグレイブ刑務所における捕虜虐待の風刺漫画（2004年）

加害者が男性で被害者が女性である事件をレイプと呼ぶことが一般的であるため、逆に女性が男性を強姦することは逆レイプとも呼ばれる。女性であっても圧力や詐術を用いて性行為を強要することは可能である。アメリカ軍が反テロ戦争において行ったアブグレイブ刑務所における捕虜虐待でもこの種のレイプがあったことが報道されている。

#### 宗教的・社会的儀式の例
ジンバブエでは伝統的な儀式の道具として精液を必要とする。貧困の女性たちは金を稼ぐため男性を誘拐しコンドームを使って男性を強姦する。
人類学者ブロニスワフ・マリノフスキーによって調査され「愛の島」と称されたオセアニアのトロブリアンド諸島においては、1990年頃まで儀礼として逆レイプが行われていた。村で共同で除草の作業を行う際には、見知らぬ男性を女性が見かけた場合、女性達が集団で襲いかかり男性を勃起させ、まず一人の女性が強姦した後に他の女性たちが交代で輪姦し、最後に男性に小便をかけるヤウサと呼ばれる儀礼があり、またこれと同様に少女が少年を強姦する儀礼はカツヤウシと呼ばれる。

#### 事例
- 2001年、タイの北部地方に住む20～40歳の5人の女性が、伝統的行事が行われている最中に、47歳の男性を強姦。きっかけは、男性が自分は並外れた絶倫であると自慢したためであり、女性たちが興味本位で酒を飲ませ、性器が腫れ上がるまでレイプを繰り返した。男性は10ドルをもらって告訴を取り下げた[14]。
- 2004年12月、南アフリカイーストランド地区で18歳男性が女性3人組に強姦される[15]。2005年3月8日、南アフリカのイーストランド地区の39歳男性が、女性3人組に強姦される[15]。2005年4月3日、南アフリカ東部のムプマランガ州で22歳男性が女性4人組に強姦される[15]。2005年8月21日、南アフリカのルーデンポートで30歳の男性が女性3人組に強姦される[16]。（※これらの事件の関連は南アフリカ共和国におけるエイズの蔓延を参照)
- 2009年3月、ロシアでヘアサロンに押し入った強盗を武道の達人である美容師がノックアウト。そのまま地下室に運び込みリストバンドで拘束しバイアグラを飲ませて3日間にわたってレイプした。美容師は合意の上だったと主張したが、強盗はペニスの裏筋が破れるほどの傷を負った[17]。
- 2012年4月、47歳のドイツ人の女性が31歳の男性を36時間監禁してセックスをし続けることを強制した。男性は女性が寝入った隙にドアを壊して逃亡した。女性は以前にも34歳の男性を監禁しセックスを強制した前科があり、今回はセックス依存症の治療の帰りのバスで被害者と会ったという[18]。

## 関連書籍
- 『トラウマとジェンダー 臨床からの声』（宮地尚子、2004）ISBN 4-7724-0815-0